# ارنست درنبورگ
ارنست درنبورگ (انگلیسی: Ernst Dernburg; ۴ آوریل ۱۸۸۷ – ۲۳ سپتامبر ۱۹۶۹) بازیگر سینما و تئاتر اهل کشور آلمان بود. از فیلم‌ها یا برنامه‌های تلویزیونی که وی در آن نقش داشته‌است می‌توان به روبرت کخ و ۱۹۱۴ اشاره کرد.